# 6956 Holbach
6956 Holbach (1988 CX3) là một tiểu hành tinh vành đai chính được phát hiện ngày 13 tháng 2 năm 1988 bởi Elst, E. W. ở La Silla.